# الصراع الإسلاموي-الكردي
```
الصراع الإسلاموي- الكردي
 بدأ 
الصراع
 
الإسلاموي
 
الكردي
 في [[الإدارة الذاتية لشمال وشرق سورياوهو 
مسرح
 رئيسي في 
الحرب الأهلية السورية
، بعد اندلاع القتال بين 
وحدات حماية الشعب
 
الكردية
 (
YPG
) وفصائل المتمردين 
الإسلامويين
 في مدينة 
رأس العين
. وشنت 
القوات الكردية
 
حملة في محاولة للسيطرة
 على المناطق التي يسيطر عليها 
الإسلامويين
 في 
محافظة
 
الحسكة
 وبعض أجزاء محافظتي 
الرقة
 
وحلب
 بعد أن استخدم 
تنظيم القاعدة في سوريا
 تلك المناطق لمهاجمة 
وحدات حماية الشعب
. كان هدف الجماعات الكردية وحلفائها أيضًا هو الاستيلاء على 
المناطق الكردية
 من المتمردين الإسلاوميين 
العرب
 
وتعزيز الحكم الذاتي لمنطقة روج آفا
.
[
63
]
 استمرت 
قوات سوريا الديمقراطية
 في الاستيلاء على أراضي كبيرة من الجماعات الإسلاموية، ولا سيما 
داعش
، مما أثار 
التدخل التركي في الحرب الأهلية السورية
.
```

## خلفية
منذ نهاية معركة رأس العين، قسمت المدينة بين جزء غربي يسيطر عليه العرب وجزء شرقي يسيطر عليه الأكراد. في 16 يوليو، هاجم أعضاء من جبهة النصرة دورية لوحدات حماية المرأة. وقاموا باحتجاز السائق؛ وتمكنت مقاتلتان من الفرار. ورداً على هذا الهجوم، استقدمت وحدات حماية الشعب تعزيزات من الدرباسية، فيما أرسلت جبهة النصرة 200 مقاتل كتعزيزات قبل أيام.

## صراع

### سيطرة الأكراد على رأس العين وانتشار القتال
وفي 16 تموز/يوليو، شهد شارع الكنعاني (حيث تمركزت وحدات حماية الشعب) وحي المحطة (حيث تمركزت جبهة النصرة) اشتباكات. وبعد ساعات قليلة، سيطرت وحدات حماية الشعب على مقر جبهة النصرة، وأطلقت سراح المقاتل الذي اختطفته النصرة.
في 17 يوليو/تموز، طرد المقاتلون الأكراد الجهاديين من بلدة رأس العين بعد ليلة من القتال وبعد فترة وجيزة سيطروا على المعبر الحدودي مع تركيا. وانسحبت القوات الإسلامية من رأس العين إلى تل نصف والأصفر والنجار التي كانت تحت سيطرة المتمردين. وقُتل أحد عشر شخصاً خلال القتال، من بينهم تسعة جهاديين واثنين من المقاتلين الأكراد.
في 19 يوليو، استولت وحدات حماية الشعب على قرية تل علو. وكان القتال لا يزال مستمرا في كرهوك وعلي آغا.
وفي اليوم التالي، استولى المقاتلون الأكراد على نقطة تفتيش تابعة لجبهة النصرة بالقرب من القرى المتنازع عليها. بحلول هذه المرحلة، قُتل 35 جهاديًا و19 مقاتلاً من وحدات حماية الشعب في القتال.
بحلول نهاية يوليو 2013، طرد تنظيم داعش والنصرة جبهة الأكراد ووحدات حماية الشعب من بلدة تل أبيض الحدودية بعد أسبوع من القتال الذي أدى إلى نزوح آلاف المدنيين الأكراد.

### قتال أغسطس-سبتمبر والتقدم الكردي
في 1 أغسطس، أعلن تنظيم الدولة الإسلامية بدء حصار كوباني، أو عين العرب، حيث يقع مقر وحدات حماية الشعب. ثم اغلقت المنطقة المحيطة بكوباني من جميع الجهات من قبل داعش والأتراك.
بحلول 28 أغسطس، كان الإسلاميون والقوات الكردية يتقاتلون من أجل السيطرة على بلدة اليعربية على الحدود العراقية السورية. واستولى الإسلاميون على المزيد من الأراضي من الأكراد في محافظتي حلب والرقة؛ بينما في حلب، كان الإسلاميون يقومون بتطهير عرقي للأكراد من مدن الريف ويذبحونهم، مما أدى إلى هجرة جماعية للمدنيين إلى مدينة عفرين.
في 17 سبتمبر، اندلع القتال في محافظة الحسكة بين المقاتلين الأكراد والمقاتلين الإسلاميين في قرية علوك التي تقع شرق رأس العين بينما لا يزال القتال يدور بالقرب من بلدة اليعربية. في 18 سبتمبر، سيطرت وحدات حماية الشعب على علوك بعد أربعة أيام من القتال الذي أسفر عن مقتل 20 شخصًا.
في 26 سبتمبر، انضم متمردون من الجيش السوري الحر والتروتسكيون من لواء ليون سيدوف إلى داعش في اشتباكات مع قوات وحدات حماية الشعب حول بلدة أطمة، على الحدود التركية. وقيل إن وحدات الجيش السوري الحر جلبت المدفعية الثقيلة إلى المعركة لصد القناصة الأكراد بينما كانت الدبابات الكردية تطلق النار على أطمة. إطلقت قذائف مدفعية المتمردين العرب على بلدة جنديرس.
في 29 سبتمبر، هاجم عدة انتحاريين أربيل، عاصمة كردستان العراق. قُتل ستة أشخاص وأصيب أكثر من 40 آخرين. أعلن تنظيم الدولة الإسلامية في وقت لاحق مسؤوليته وذكر أن الهجمات كانت انتقاما لنية مسعود بارزاني المعلنة للتدخل في سوريا نيابة عن الأكراد السوريين.

### الهجوم الكردي في أكتوبر
في 26 أكتوبر، سيطرت وحدات حماية الشعب على معبر اليعربيةالحدودي مع العراق بالإضافة إلى المدينة نفسها، بعد اشتباكات عنيفة مع قوات تنظيم داعش. هذا المعبر يُعتبر من النقاط الاستراتيجية الهامة نظراً لأهمية حركة التنقلات والإمدادات بين سوريا والعراق.
وفي 28 أكتوبر/تشرين الأول، انهارت جبهة تنظيم داعش في منطقة جيل أكسا الغنية بالنفط بالكامل. وسيطرت وحدات حماية الشعب على قرى جيرهوك واليوسفية وصفا وسندية وكري فاتي وإبو حجر ومزرعة كليم بينما فرت فلول قوات داعش إلى تل حميس وتل براك.

### الهجوم الكردي في نوفمبر
في 2 نوفمبر، شنت القوات الكردية هجومًا أطلق عليه اسم "هجوم شهداء سريكينية"، بهدف تعزيز سيطرتها على محافظة الحسكة من خلال طرد القوات الجهادية من المنطقة المحيطة برأس العين.
في 6 نوفمبر، في محافظة الحسكة، استولت وحدات حماية الشعب على قريتين غرب تل تمر، على الطريق السريع المؤدي إلى حلب، بعد اشتباكات مع تنظيم الدولة الإسلامية وجبهة النصرة والجماعات المتمردة المتحالفة معها. والبلدات التي سيطرت عليها وحدات حماية الشعب هي غبيش وتل شمارين، والتي يسكنها الآشوريون. وبحلول هذه المرحلة، كانت قوات وحدات حماية الشعب قد استولت على 40 بلدة وقرية في الهجوم.
في 13 نوفمبر، بعد المكاسب الكبيرة التي حققتها وحدات حماية الشعب، أعلن حزب الاتحاد الديمقراطي عن خطط لإنشاء حكومة انتقالية مستقلة لإدارة منطقة شمال شرق سوريا ذات الأغلبية الكردية. وأعلن عن هذه الخطط بعد اجتماع في القامشلي ضم أيضاً مجموعات مسيحية وعربية. ودعت الخطة إلى إنشاء برلمان يضم 82 عضوا منتخبين من ثلاثة كانتونات في جميع أنحاء المنطقة. وذكر المسؤولون الأكراد أيضًا أن المنطقة ستستمر في إدارتها بشكل مستقل بغض النظر عن الأحداث في أماكن أخرى. وفي محافظة الرقة، أطلق مقاتلو المعارضة صواريخ محلية الصنع على قريتي كندر وعبد كاوي اللتين كانتا تحت سيطرة وحدات حماية الشعب.
في 28 نوفمبر، في محافظة الحسكة، استولى مقاتلو وحدات حماية الشعب على ثلاث قرى (ركوبة، عوجة، وتل مغاس) تقع على طريق تل تمر - الحسكة بعد اشتباكات عنيفة مع تنظيم الدولة الإسلامية وجبهة النصرة والعديد من المتمردين. كتائب.

### الهجوم الكردي في ديسمبر
خلال ليلة 26/27 ديسمبر، شنت وحدات حماية الشعب هجومًا على المناطق التي يسيطر عليها الجهاديون بين الحسكة والقامشلي، وسيطرت خلالها على منطقة تل براك.
في 1 يناير 2014، اشتبكت وحدات حماية الشعب مع الإسلاميين في تل براك، لكنها لم تتمكن من الاستيلاء على المدينة. وتسببت المعركة في مقتل 39 من وحدات حماية الشعب و21 من الإسلاميين.

### يناير-فبراير هجوم الإسلاميين والهجوم المضاد الكردي
في 24 يناير، هاجمت القوات الجهادية بلدة المناجير التي تسيطر عليها وحدات حماية الشعب في محافظة الحسكة. ومع ذلك، بعد أربعة أيام من القتال، صد هجومهم. قُتل ثلاثة وعشرون إسلاميًا وثلاثة مقاتلين أكراد. وخلال القتال، استولت وحدات حماية الشعب أيضًا على دبابة واحدة على الأقل من أيدي الجهاديين.
في 1 فبراير، أفيد أن وحدات حماية الشعب شنت هجومًا على قواعد تنظيم الدولة الإسلامية في تل أبيض.
في 3 فبراير، ادعت وحدات حماية الشعب أنها قتلت 8 من مقاتلي داعش، بما في ذلك قائد، خلال اشتباكات في كري سبي.
في 15 فبراير، شنت وحدات حماية الشعب (بدعم من قبيلة شمر) هجومًا ضد تنظيم الدولة الإسلامية في منطقة تل حميس. وبعد يومين، ادعت وحدات حماية الشعب أنها قتلت "العديد" من مقاتلي داعش وأسرت 30 منهم، بالإضافة إلى الاستيلاء على خمس مركبات عسكرية وكمية كبيرة من الأسلحة خلال العملية.
في 23 فبراير، استولت وحدات حماية الشعب، في غارة قبل الفجر، على تل براك، التي تقع في موقع استراتيجي بين الحسكة والقامشلي.
وفي 26 فبراير، أعلنت وحدات حماية الشعب أنها أوقفت جميع عملياتها العسكرية في المناطق التي يسيطر عليها الأكراد، لكنها حذرت أعداءها من أنها سترد على أي عمل عدائي على الأراضي الكردية. وفي اليوم التالي، شن تنظيم الدولة الإسلامية هجومًا على تل معروف، لكن وحدات حماية الشعب صدته في النهاية. وبحسب وحدات حماية الشعب، قُتل 16 من مقاتلي داعش في الاشتباكات.

### قتال مارس-أبريل في تل أبيض وكوباني
في 1 مارس، هاجم تنظيم الدولة الإسلامية القرى المحيطة بتل أبيض ولكن صد الهجوم وأدى إلى مقتل أحد مقاتلي داعش، وفقًا لوحدات حماية الشعب. في 6 مارس، ادعت وحدات حماية الشعب أنها قتلت 16 من مقاتلي داعش ودمرت "مركبة عسكرية" في تل أبيض.
في 11 مارس، استولى تنظيم داعش على بلدة سيرين وهاجم فندق الهداية في مدينة القامشلي بتفجيرات انتحارية، مما أسفر عن مقتل تسعة مدنيين أكراد. وأفاد المرصد السوري لحقوق الإنسان أيضاً أن تنظيم الدولة الإسلامية أعدم 25 كردياً (من بينهم 14 مقاتلاً) في منطقة الشيوخ بالقرب من جرابلس. في 13 مارس، استولى تنظيم داعش (وفقًا لمصادر محلية) على جسر قريقوزاك وبعض المناطق الإستراتيجية بالقرب من قبر سليمان شاه في كوباني بعد اشتباكات مع المقاتلين الأكراد. في 14 مارس، زعمت مصادر كردية أن وحدات حماية الشعب والقوات المتحالفة معها قتلت 35 من مقاتلي تنظيم الدولة الإسلامية في اشتباكات في ريف مقاطعة كوباني الجنوبية، والتي اندلعت بعد أن شن تنظيم داعش هجومًا فاشلاً على صوامع صيرين.

في 17 مارس، اندلعت اشتباكات عنيفة بين وحدات حماية الشعب وتنظيم الدولة الإسلامية بالقرب من جسر قرقوشك في كوباني. وزعمت وحدات حماية الشعب أنها قتلت 40 من مقاتلي داعش. في 19 مارس، استولت وحدات حماية الشعب على قرية تل هنزير. وفي اليوم التالي، سيطرت وحدات حماية الشعب أيضًا على تل هنزير، وتل زيزال ميكو، وفريسا سيرابيان، وفريسا سفيان، وفريسا ديسو، وتل بوغان، وتل مها. كما ذكر أن 32 من مقاتلي تنظيم الدولة الإسلامية قتلوا في الاشتباكات.
وفي 26 فبراير، أعلنت وحدات حماية الشعب أنها أوقفت جميع عملياتها العسكرية في المناطق التي يسيطر عليها الأكراد، لكنها حذرت أعداءها من أنها سترد على أي عمل عدائي على الأراضي الكردية. وفي اليوم التالي، شن تنظيم الدولة الإسلامية هجومًا على تل معروف، لكن وحدات حماية الشعب صدته في النهاية. وبحسب وحدات حماية الشعب، قُتل 16 من مقاتلي داعش في الاشتباكات.
في 1 مارس، هاجم تنظيم الدولة الإسلامية القرى المحيطة بتل أبيض ولكن صد الهجوم وأدى إلى مقتل أحد مقاتلي داعش، وفقًا لوحدات حماية الشعب. في 6 مارس، ادعت وحدات حماية الشعب أنها قتلت 16 من مقاتلي داعش ودمرت "مركبة عسكرية" في تل أبيض.
في 11 مارس، استولى تنظيم داعش على بلدة سيرين وهاجم فندق الهداية في مدينة القامشلي بتفجيرات انتحارية، مما أسفر عن مقتل تسعة مدنيين أكراد. وأفاد المرصد السوري لحقوق الإنسان أيضاً أن تنظيم الدولة الإسلامية أعدم 25 كردياً (من بينهم 14 مقاتلاً) في منطقة الشيوخ بالقرب من جرابلس. في 13 مارس، استولى تنظيم داعش (وفقًا لمصادر محلية) على جسر قريقوزاك وبعض المناطق الإستراتيجية بالقرب من قبر سليمان شاه في كوباني بعد اشتباكات مع المقاتلين الأكراد. في 14 مارس، زعمت مصادر كردية أن وحدات حماية الشعب والقوات المتحالفة معها قتلت 35 من مقاتلي تنظيم الدولة الإسلامية في اشتباكات في ريف مقاطعة كوباني الجنوبية، والتي اندلعت بعد أن شن تنظيم داعش هجومًا فاشلاً على صوامع صيرين.

في 17 مارس، اندلعت اشتباكات عنيفة بين وحدات حماية الشعب وتنظيم الدولة الإسلامية بالقرب من جسر قرقوشك في كوباني. وزعمت وحدات حماية الشعب أنها قتلت 40 من مقاتلي داعش. في 19 مارس، استولت وحدات حماية الشعب على قرية تل هنزير. وفي اليوم التالي، سيطرت وحدات حماية الشعب أيضًا على تل هنزير، وتل زيزال ميكو، وفريسا سيرابيان، وفريسا سفيان، وفريسا ديسو، وتل بوغان، وتل مها. كما ذكر أن 32 من مقاتلي تنظيم الدولة الإسلامية قتلوا في الاشتباكات.
في 22 مارس، أبلغ المرصد السوري لحقوق الإنسان عن اشتباكات عنيفة بين داعش ووحدات حماية الشعب حول العديد من القرى في الريف الغربي لتل أبيض، مما أدى إلى فرار اللاجئين الأكراد بشكل رئيسي من الريف الغربي لتل أبيض والمناطق المحيطة بها إلى تركيا.
في 1 أبريل، فرض تنظيم داعش حصارًا على كوباني من ثلاثة جوانب، وشن هجومًا مدفعيًا من زور موغار. نصبت وحدات حماية الشعب كمينًا لقوات تنظيم الدولة الإسلامية في كندال، شرق كوباني، مما أسفر عن مقتل 12 من مقاتلي داعش الأذربيجانيين وقائدهم الكردي. احتدم القتال في زور مغار وخراب آتو فيما قطع مقاتلو وحدات حماية الشعب جميع الطرق المؤدية إلى كوباني من الجهة الغربية بدءاً من قرى تلك ودربازين والقنية، لمنع هجمات محتملة لمقاتلي تنظيم الدولة الإسلامية على المدينة. على الرغم من سيطرة وحدات حماية الشعب على التلال المحيطة بصيرين، استولت قوات داعش، مدعومة بالدبابات، على صومعتين للحبوب واستولت على قرية تل البوغا.
وعملت وحدات حماية الشعب وجبهة تحرير الفرات الإسلامية ولواء أحرار سوريا ولواء ثوار الرقة معًا ضد تنظيم الدولة الإسلامية في كوباني. كما تعاونت وحدات حماية الشعب مع كتائب الفاروق ولواء ثوار الرقة في محافظة الرقة في العمليات ضد داعش.

### مايو عمليات اختطاف
في 29 مايو، أفيد أن تنظيم الدولة الإسلامية قتل عشرات المدنيين في غارات على عدة قرى في منطقة رأس العين بمحافظة الحسكة، مع انتشال ما لا يقل عن 15 جثة، من بينهم سبعة أطفال.
في 30 مايو، اختطف داعش 193 مدنياً كردياً تتراوح أعمارهم بين 17 و70 عاماً من قرية قباسين بالقرب من الباب. قباسين الباب في نفس اليوم، اعتقلوا ما يصل إلى 186 طالبًا كرديًا كانوا يسافرون من منطقة كوباني إلى حلب لإكمال الامتحانات. وبحسب ما ورد، ارسل الطلاب إلى مدارس دينية في مينجب حيث تعرضوا للتدريب السلفي. منجب سلفي

### هجوم يوليو على كوباني
في 4 يوليو، وباستخدام الأسلحة التي استيلاء عليها في العراق، استولى تنظيم الدولة الإسلامية على قرى زور مغار والزيارة والبياضية، بالقرب من مدينة كوباني، بعد ثلاثة أيام من القتال مع قوات حماية الشعب.
في 9 يوليو، تقدم تنظيم داعش نحو كوباني من الشرق، مما أجبر وحدات حماية الشعب على الانسحاب من قرى عبدي وكوي وكندال وكري وصور. وأدت الاشتباكات إلى مقتل 18 مقاتلاً كردياً.
في 14 يوليو، أصدر حزب الاتحاد الديمقراطي دعوة إقليمية لجميع الأكراد لحمل السلاح للمساعدة في الدفاع عن كوباني. وعبر مقاتلون أكراد من حزب العمال الكردستاني من تركيا لتعزيز المواقع الدفاعية لوحدات حماية الشعب. بحلول هذا الوقت، كانت ما لا يقل عن 10 قرى قد سقطت في أيدي تنظيم الدولة الإسلامية، الذي بدأ في إطلاق قذائف الهاون على كوباني. قُتل ما لا يقل عن اثنين من مقاتلي حزب العمال الكردستاني أثناء دفاعهم عن الكانتون.
بحلول نهاية يوليو، وفقًا لحزب الاتحاد الديمقراطي، صد هجوم لداعش على كوباني، حيث قُتل 685 من مقاتلي داعش.

### هجوم كوباني في سبتمبر

الوضع على خط المواجهة بالقرب من كوباني من مارس إلى سبتمبر 2014

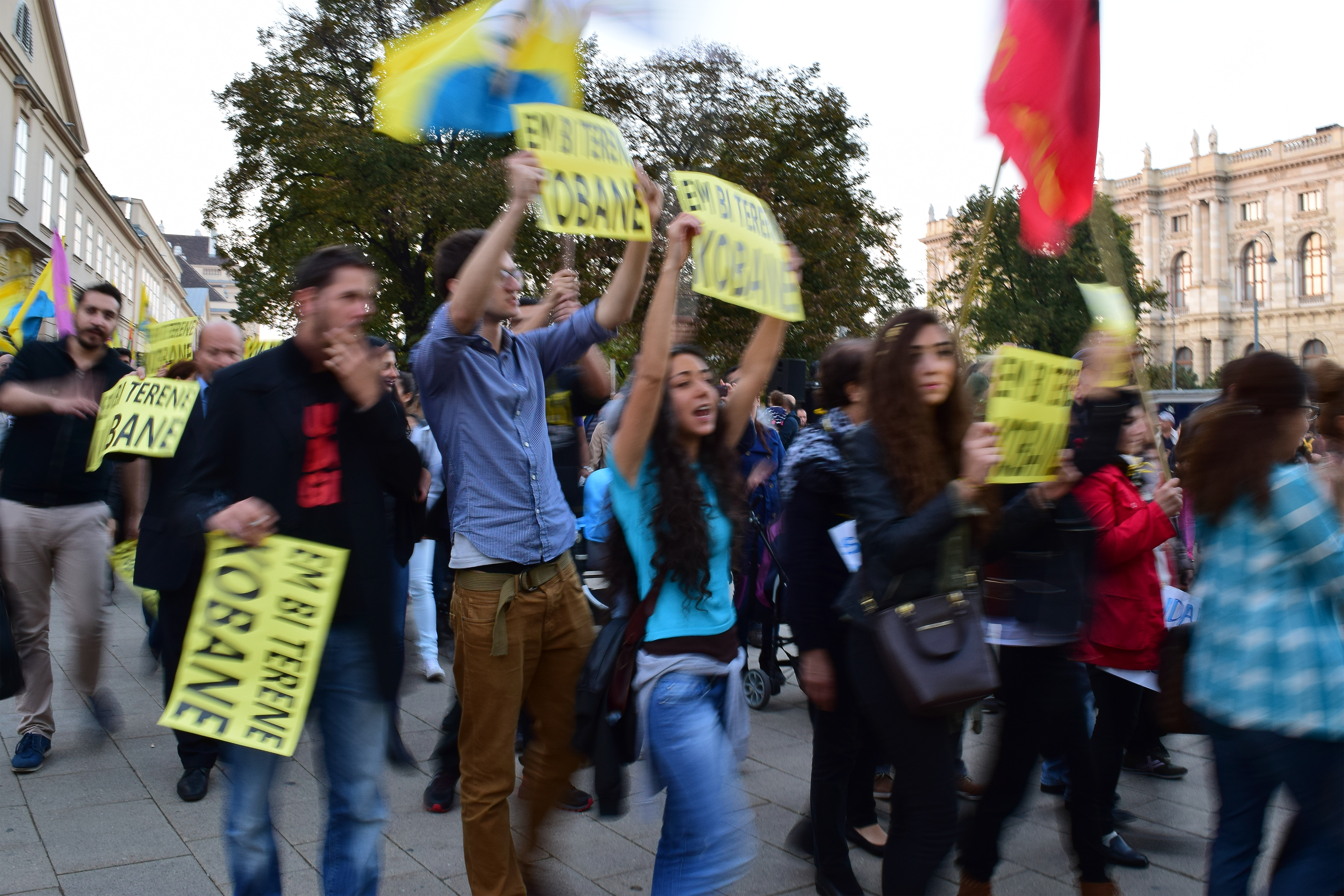
مظاهرة كردية ضد داعش في فيينا، النمسا، 10 أكتوبر 2014

في 17 سبتمبر، بعد الاستيلاء على جسر استراتيجي فوق نهر الفرات، شن تنظيم الدولة الإسلامية هجومًا كبيرًا باستخدام الدبابات والصواريخ والمدفعية في اتجاه كوباني، وفي غضون 24 ساعة استولى على 21 قرية كردية. وترك التقدم كوباني محاصرة من قبل قوات داعش.
في 19 سبتمبر، استولى تنظيم داعش على 39 قرية أخرى، مما جعل قواته على مسافة 20 كيلومترًا من كوباني. وعبر خمسة وأربعون ألف لاجئ إلى تركيا، خوفاً من أن تصبح المنطقة جزءاً من تنظيم الدولة الإسلامية، في حين أوقفت السلطات التركية عدداً من اللاجئين على الحدود وأمرت بالعودة إلى كوباني.
بحلول 21 سبتمبر، استولى تنظيم داعش على 64 قرية حيث وصلت قواته إلى مسافة 10 كيلومترات من المدينة، واستمر في التقدم مع تركز القتال في الضواحي الجنوبية والشرقية لكوباني، على بعد 13 كيلومترًا من المدينة.
في 28 سبتمبر، بعد اشتباكات عنيفة مع القوات الكردية التابعة لوحدات حماية الشعب، استولى مقاتلو داعش على قرى كنانة والقضاء والهمدانة في ريف تل كوجر (اليعربية).

### الاندماج مع الحملة العراقية
سيطر مقاتلو البيشمركة الأكراد العراقيون، بمساعدة قوات من حزب الاتحاد الديمقراطي الكردي المتمركز في سوريا، على معبر ربيعة الحدودي بين البلدين، مما يمثل أول معركة كبرى تمتد بين البلدين. وفي 31 أكتوبر، عبرت قوات البشمركة المتمركزة في العراق إلى سوريا عبر تركيا للمساعدة في الدفاع عن مدينة كوباني الحدودية.

### يناير-ديسمبر

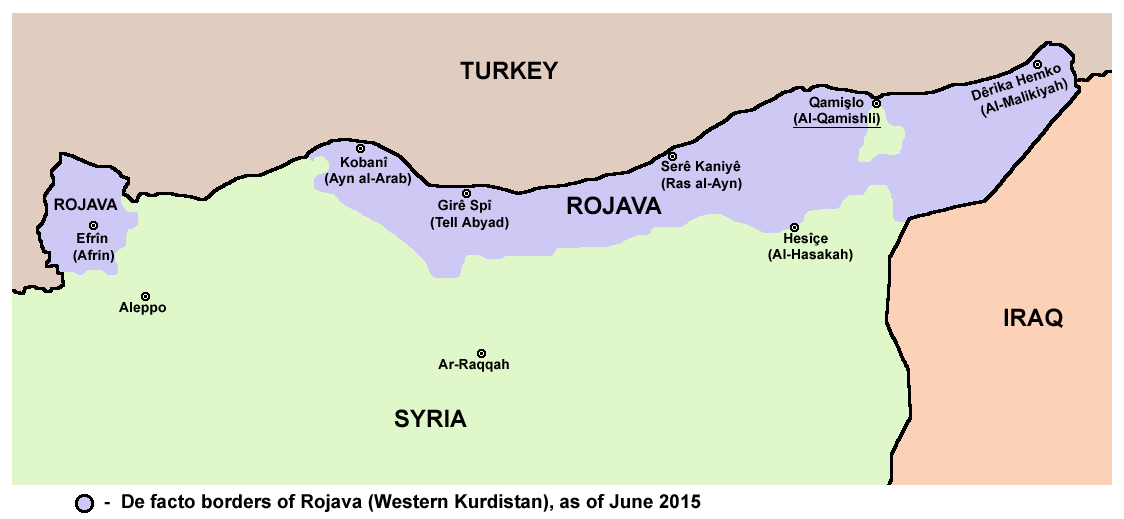
منطقة روج آفا التي سيطرت عليها وحدات حماية الشعب في يونيو 2015

استمرت الحرب، حيث كسب كل من داعش ووحدات حماية الشعب الأراضي وخسرا أمام بعضهما البعض، والجماعات المتمردة الأخرى والموالين لها. أثارت نجاحات وحدات حماية الشعب قلق الأتراك، الذين هددوا بالغزو. وفي يونيو/حزيران، هاجم مسلحون كوباني، مما أسفر عن مقتل أكثر من 200 شخص في معارك بالأسلحة النارية.

### اشتباكات بين النصرة ووحدات حماية الشعب
في 31 تموز/يوليو 2015، اندلعت اشتباكات بين قوات حماية الشعب وجبهة النصرة جنوب مقاطعة عفرين، استهدفت بلدة سندريس.
في 26 سبتمبر 2015، اندلعت اشتباكات بين قوات حماية الشعب وجبهة النصرة في منطقة الشيخ مقصود التي تسيطر عليها وحدات حماية الشعب. وأسفرت الاشتباكات عن تقدم قوات وحدات حماية الشعب والاستيلاء على طريق الكاستيلو، وهو خط إمداد رئيسي للمتمردين في المناطق الشرقية التي يسيطر عليها المتمردون في مدينة حلب. استمرت التوترات بعد أن زعم أن وحدات حماية الشعب انتهكت بنود الهدنة مع المتمردين فيما يتعلق بطريق الكاستيلو. في 1 أكتوبر/تشرين الأول، هاجمت قوات النصرة مرة أخرى مواقع وحدات حماية الشعب في الشيخ مقصود. ولكن صد ذلك الهجوم، مع بقاء وحدات حماية الشعب مسيطرة على طريق إمداد المتمردين الرئيسي.
تجددت الاشتباكات بين وحدات حماية الشعب وجبهة النصرة في محيط الشيخ مقصود في 3 أكتوبر، حيث تكبدت جبهة النصرة 15 ضحية.

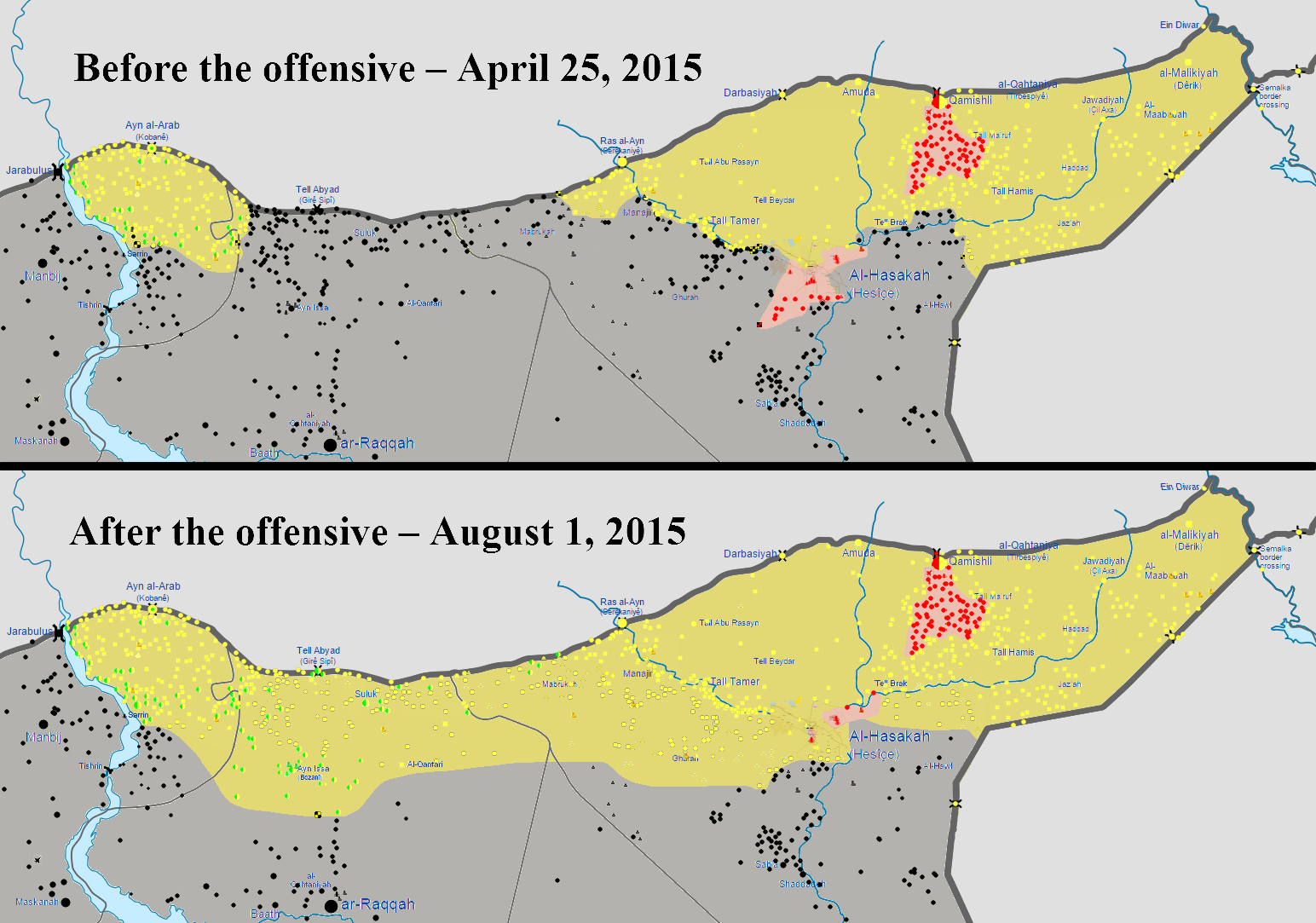
تغيرات الأراضي خلال الهجوم الذي قادته وحدات حماية الشعب في شمال سوريا (2015)

### هجوم الهول

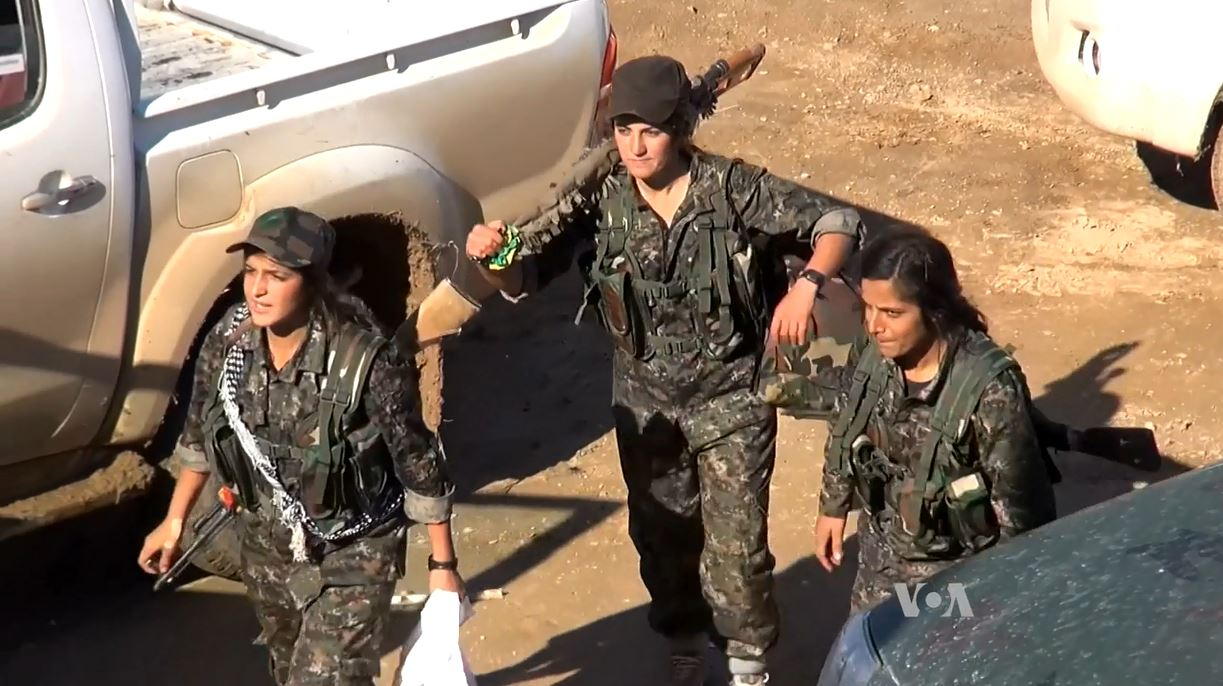
مقاتلات وحدات حماية الشعب خلال هجوم الهول ، ديسمبر 2015

خلال نوفمبر 2015، استولت وحدات حماية الشعب وحلفاؤها في قوات سوريا الديمقراطية على بلدة الهول، إلى جانب أكثر من 200 قرية وبلدة من داعش في المناطق المحيطة بها في محافظة الحسكة بالقرب من الحدود مع العراق في الشهر- هجوم طويل.

### هجوم سد تشرين
وفي الهجوم الذي استمر أسبوعًا، استولت قوات سوريا الديمقراطية على سد تشرين والقرى المحيطة به من داعش.

### هجوم شمال حلب
خلال فبراير/شباط 2016، شنت قوات الحكومة السورية والميليشيات المتحالفة معها، بدعم من الغارات الجوية الروسية والسورية، هجوما للسيطرة على مناطق في شمال حلب. تابعت قوات سوريا الديمقراطية بقيادة وحدات حماية الشعب تقدمها واستولت على مدينة تل رفعت وقاعدة منغ الجوية العسكرية.

### هجوم الشدادي
في 16 فبراير 2016، شنت قوات سوريا الديمقراطية، بدعم من الغارات الجوية من التحالف الذي تقوده الولايات المتحدة، هجومًا للاستيلاء على مدينة الشدادي الاستراتيجية من داعش.

### هجوم منبج

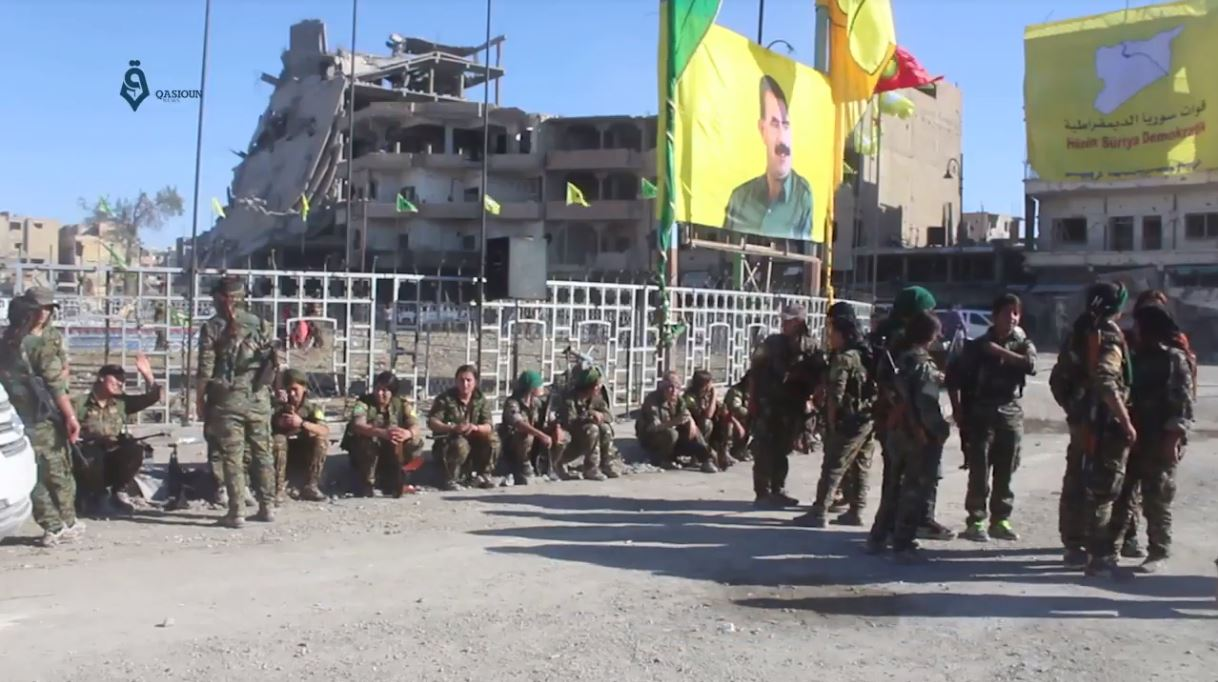
مقاتلو قوات سوريا الديمقراطية خلال معركة الرقة ضد تنظيم الدولة الإسلامية في عام 2017

في 31 مايو 2016، شنت قوات سوريا الديمقراطية، بدعم من الغارات الجوية من التحالف الذي تقوده الولايات المتحدة، هجومًا للاستيلاء على مدينة منبج الاستراتيجية من داعش.

### مقاطعة عفرين
في 11 أيلول/سبتمبر 2016، أطلقت جبهة فتح الشام، التي أعيدت تسميتها بجبهة النصرة، أكثر من 20 قذيفة هاون على بلدة جنديرس في مقاطعة عفرين جنوب غرب البلاد، مما أدى إلى تدمير العديد من المباني السكنية وتسبب في سقوط عدد من الضحايا، معظمهم من النساء والأطفال.

### التدخل التركي (2015 إلى الوقت الحاضر)

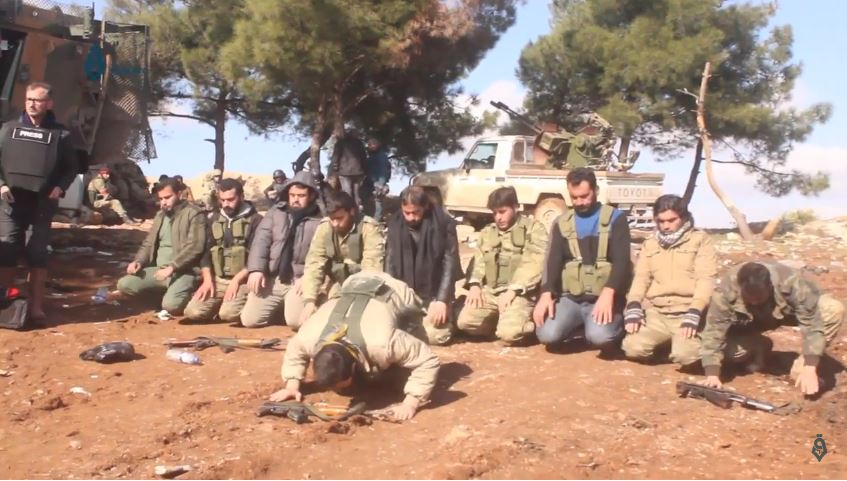
الجيش السوري الحر المدعوم من تركيا خلال العملية العسكرية التركية في عفرين في كانون الثاني/يناير 2018

خلال صيف عام 2015، بدأت تركيا بقصف مواقع وحدات حماية الشعب وحزب العمال الكردستاني في سوريا والعراق.
في 13 فبراير 2016، بدأت تركيا قصف المناطق التي يسيطر عليها الأكراد في شمال سوريا.